# Cristianesimo in Libano
Il cristianesimo in Libano è la seconda religione più diffusa nel Paese. Secondo una stima del 2018, la maggioranza della popolazione del Libano (circa il 66%) è di religione islamica, mentre i cristiani rappresentano quasi il 34% della popolazione. Vi sono inoltre piccoli gruppi di ebrei, bahai, buddisti e induisti. Secondo una statistica, del 2010, invece i cristiani sono il 40.70% e i musulmani il 54.00%.
Nell'unico censimento svolto nel paese, nel 1932, era di religione cristiana il 56% dei cittadini libanesi residenti, così suddivisi:
- Cattolici: 44%
  - Maroniti: 32%
  - Greco-cattolici: 6%
  - Armeno-cattolici: 4%
  - Latino-cattolici: 2%
- Greco-ortodossi: 10%
- Protestanti e altri: 2%

La costituzione del Libano prevede la libertà di religione, che deve essere esercitata senza turbare l'ordine pubblico. Le organizzazioni religiose devono registrarsi. La religione di appartenenza di ciascun cittadino è riportata sui documenti d'identità. Ciascun cittadino è libero di convertirsi ad un'altra religione, ma è necessario che un dirigente locale del gruppo religioso a cui si vuole aderire accetti la conversione: in questo caso, la nuova religione di appartenenza è riportata sui documenti personali. La costituzione prevede che ci sia un "giusto equilibrio" tra i gruppi religiosi nelle cariche politiche e nelle posizioni civili di alto livello, per cui i membri dei gruppi religiosi non riconosciuti non possono accedere a queste cariche. 
Il governo riconosce attualmente 18 gruppi religiosi, di cui 5 musulmani, 12 cristiani e 1 ebraico. Le Chiese protestanti si devono registrare mediante il Sinodo evangelico, un'organizzazione di autogoverno che rappresenta le Chiese protestanti presso il governo. La legge proibisce la diffamazione religiosa; le pubblicazioni che incitano all'odio religioso possono essere censurate. Nella scuola pubblica l'insegnamento della religione non è obbligatorio ma è consentito, per cui rappresentati religiosi di gruppi musulmani e cristiani riconosciuti vengono talvolta invitati a tenere sessioni educative religiose nelle scuole pubbliche.

## Gruppi cristiani presenti
La maggioranza dei cristiani del Libano sono cattolici (circa il 26% della popolazione); ortodossi e ortodossi orientali rappresentano quasi l'8% della popolazione e i protestanti circa lo 0,5%.

### Chiesa cattolica
La Chiesa cattolica è presenti in Libano con le seguenti comunità:
- Chiesa maronita: è la maggiore comunità cattolica e cristiana del Libano ed è coordinata dal patriarcato di Antiochia dei maroniti con sede a Bkerké, da cui dipendono 10 diocesi suffraganee;
- Chiesa cattolica greco-melchita: è la seconda comunità cattolica del Libano ed è presente nel Paese con 4 sedi principali e 3 diocesi suffraganee;
- Chiesa armeno-cattolica: è coordinata dal patriarcato di Cilicia degli Armeni con sede a Bzoummar ed è presente nel Paese con una diocesi suffraganea, l'eparchia di Kamichlié;
- Chiesa cattolica sira: è coordinata dal patriarcato di Antiochia dei siri, con sede a Beirut, da cui dipende l'eparchia di Beirut dei Siri;
- Chiesa cattolica caldea: è presente nel Paese con l'eparchia di Beirut dei Caldei;
- Chiesa latina: è presente nel paese con il vicariato apostolico di Beirut.

### Chiesa ortodossa
La Chiesa ortodossa è presente in Libano principalmente con la Chiesa greco-ortodossa di Antiochia: è la maggiore comunità ortodossa in Libano e la seconda comunità cristiana dopo i maroniti. È presente nel Paese con 6 arcidiocesi, che hanno sede rispettivamente a Beirut, Marjayoun, Cheikh Taba, Brummana, Tripoli e Zahle.

### Chiese ortodosse orientali
- Chiesa ortodossa siriaca: è presente nel Paese con 2 arcidiocesi (Beirut e Monte Libano) e 1 vicariato patriarcale (Zahle);
- Chiesa apostolica armena: è coordinata dal Catolicosato della Grande Casa di Cilicia con sede ad Antelias, da cui dipende la Diocesi apostolica armena del Libano;
- Chiesa ortodossa copta: è composta da 3.000-4.000 membri, per lo più di origine egiziana e sudanese ed ha il suo quartier generale a Sin el Fil.

### Protestantesimo
Le principali denominazioni protestanti presenti in Libano sono le seguenti:
- Unione nazionale delle Chiese evangeliche del Libano: raggruppa le Chiese fondate da missionari protestanti presbiteriani e congregazionalisti arrivati dagli Stati Uniti d'America. Comprende 9 congregazioni e conta circa 2.000 membri;[4]
- Convenzione battista libanese: espressione del movimento battista, fa parte dell'Alleanza mondiale battista e comprende una trentina di chiese e circa 1.600 membri;
- Chiesa cristiana avventista del settimo giorno: è presente nel Paese con 4 congregazioni.